# Ranchal
Ranchal – miejscowość i gmina we Francji, w regionie Owernia-Rodan-Alpy, w departamencie Rodan.
Według danych na rok 1990 gminę zamieszkiwało 218 osób, a gęstość zaludnienia wynosiła 14 osób/km² (wśród 2880 gmin regionu Rodan-Alpy Ranchal plasuje się na 1409. miejscu pod względem liczby ludności, natomiast pod względem powierzchni na miejscu 738.).